# Trứng Benedict
Trứng Benedict là một món ăn sáng hoặc ăn xế sáng truyền thống của Mỹ bao gồm hai nửa bánh  muffin Anh với trứng chần, thịt xông khói và xốt hollandaise. Món ăn này lần đầu tiên được phổ biến ở Thành phố New York.